# Anita
Az  Anita női név, a héber eredetű Anna spanyol változatának (Ana) és a szintén spanyol Juanita névnek a becézett alakja.

## Rokon nevek
Anna, Anikó, Anett

## Gyakorisága
Az újszülöttek körében 1967-ben 374-en kapták ezt a nevet, de a következő évtizedben váratlanul divatos lett, az 1980-as években már a 2. leggyakoribb női név. Az 1990-es években még mindig igen gyakori név, de a 2000-es években már csak a 66-100. leggyakrabban adott női név, a 2010-es években pedig már nem szerepel az első százban.
A teljes népességre vonatkozóan az Anita a 2000-es években a 26-25., a 2010-es években a 25-23. legtöbbet viselt női név.

## Névnapok
- június 2.
- július 26.[2]

## Híres Aniták
- Ábel Anita színésznő
- Anita Ekberg svéd színésznő
- Böhm Anita színésznő, szinkronhang
- Bulath Anita kézilabdázó
- Deutsch Anita színésznő
- Görbicz Anita kézilabdázó
- Herczegh Anita jogász, Áder János köztársasági elnök felesége
- Herr Anita kézilabdázó
- Kulcsár Anita kézilabdázó
- Pádár Anita válogatott labdarúgó
- Sárközi Anita énekesnő
- Szekér Anita válogatott labdarúgó
- Tornóczky Anita műsorvezető

## Egyéb Aniták
- Anita szőlőfajta